# 上圖里夫
49°3′57″N 22°55′36″E / 49.06583°N 22.92667°E
上圖里夫（烏克蘭語：Верхній Турів），是烏克蘭西部的村莊，隸屬利維夫州的桑比爾區。該村面積1.3平方公里，海拔高度708米，2001年人口485，人口密度每平方公里373.08人。